# Географија Канаде
Канада је по површини највећа северноамеричка држава и друга држава у свету после Русије. Захваљујући великим димензијама њена географска слика је веома богата и разноврсна.
Канада се простире између три океана: на северу је Северни Ледени, на западу Пацифик, а на истоку Атлантик те због тога њен мото и гласи „Од мора до мора“ (енгл. From sea to sea"). На југу и северозападу се граничи са САД, док је на североистоку Гренланд. Крај јужне обале Њуфаундленда лежи острво Свети Пјер и Микелон које је прекоморски департман Француске. Од 1925. године канадска територија се ширила ка северу од подручја између 60° згд и 141° згд ка северном полу.
Са површином од 9.984.670 км² (копно: 9.093.507 км²; vода: 891.163 км²), Канада заузима три петине површине Русије, 1,2 пута је већа од Аустралије, незнатно је већа од Европе, и преко 40 пута већа од Уједињеног Краљевства.
Најсеверније насеље у Канади и на свету налази се на крајњем северу острва Елсмир у територији Нунавут. База Алерт која се налази на 82,5° сгш је удаљена од северног пола свега 834 км. Северни магнетни пол Земље се налази у арктичкој интересној сфери Канаде.

## Географски положај
Канада заузима најсевернији део Северне Америке. Протеже се од Атлантског океана на истоку до Тихог океана на западу, а са севера је запљускује Северни ледени океан. Преко копна на југу се граничи само са Сједињеним Америчким Државама, а са територијално издвојеном америчком савезном државом Аљаском се граничи на североистоку. Граница између Канаде и САД представља најдужу небрањену границу на свету. Морску границу дели с Данском, тј. њеним поседом Гренландом. По укупној површини, Канада је друга највећа држава на свету после Русије и највећа на америчком континенту. Од 1925. Канада полаже право на део Арктика између 60° и 141° ЗГД, али ово њено право није опште прихваћено. Најсеверније насеље на у Канади и свету је база канадске војске Алерт на северном делу острва Елсмир, само 817 km од Северног пола. Канада има најдужу морску обалу на свету дугу 243.000 km.
- Најсевернија тачка Канаде налази се на на острву Елсмир у Нунавуту и у питању је рт Колумбија на 83°08′ сгш, 74°13′ згд. Рачунајући и акваторију најсевернија тачка налази се на самом северном полу (90°сгш), док је најсевернија тачка континенталног дела земље Марчисон Промонтори на полуострву Бутија 71°58′сгш.
- Најјужнија тачка Канаде налази се на острву Мидл у језеру Ири (Онтарио) на координатама 41°41′сгш, 82°40′згд. Најјужнија тачка на акваторији налази се нешто јужније од поменутог острва, на граници Онтарија и Охаја на 41°40′35″сгш, док је најјужнија тачка у континенталном делу у месту Поинт Пили 41°54′23″сгш.
- Најзападнија тачка Канаде је Бондари Пик 187 на 141°00′7,128″згд.[7]
- Најисточнија тачка лежи на рту Спир на острву Њуфаундленд (47°31′сгш, 52°37′згд). Најисточнија тачка континенталног дела је на рту Сент Чарлс у Лабрадору и лежи на 52°13′сгш, 55°37′згд.